# ESO 510-G13
ESO 510-G13, även känd som PGC 49473, är en spiralgalax i stjärnbilden Vattenormen cirka 150 miljoner ljusår från jorden.